# Tivoli (Kopenhagen)
Koordinaten: 55° 40′ 26″ N, 12° 34′ 4″ O
Der Tivoli in der Innenstadt der dänischen Hauptstadt Kopenhagen ist ein weltbekannter Vergnügungs- und Erholungspark. Die mit Blumenbeeten und Springbrunnen geschmückte Anlage befindet sich zwischen dem Rathausplatz und dem Hauptbahnhof.

## Geschichte

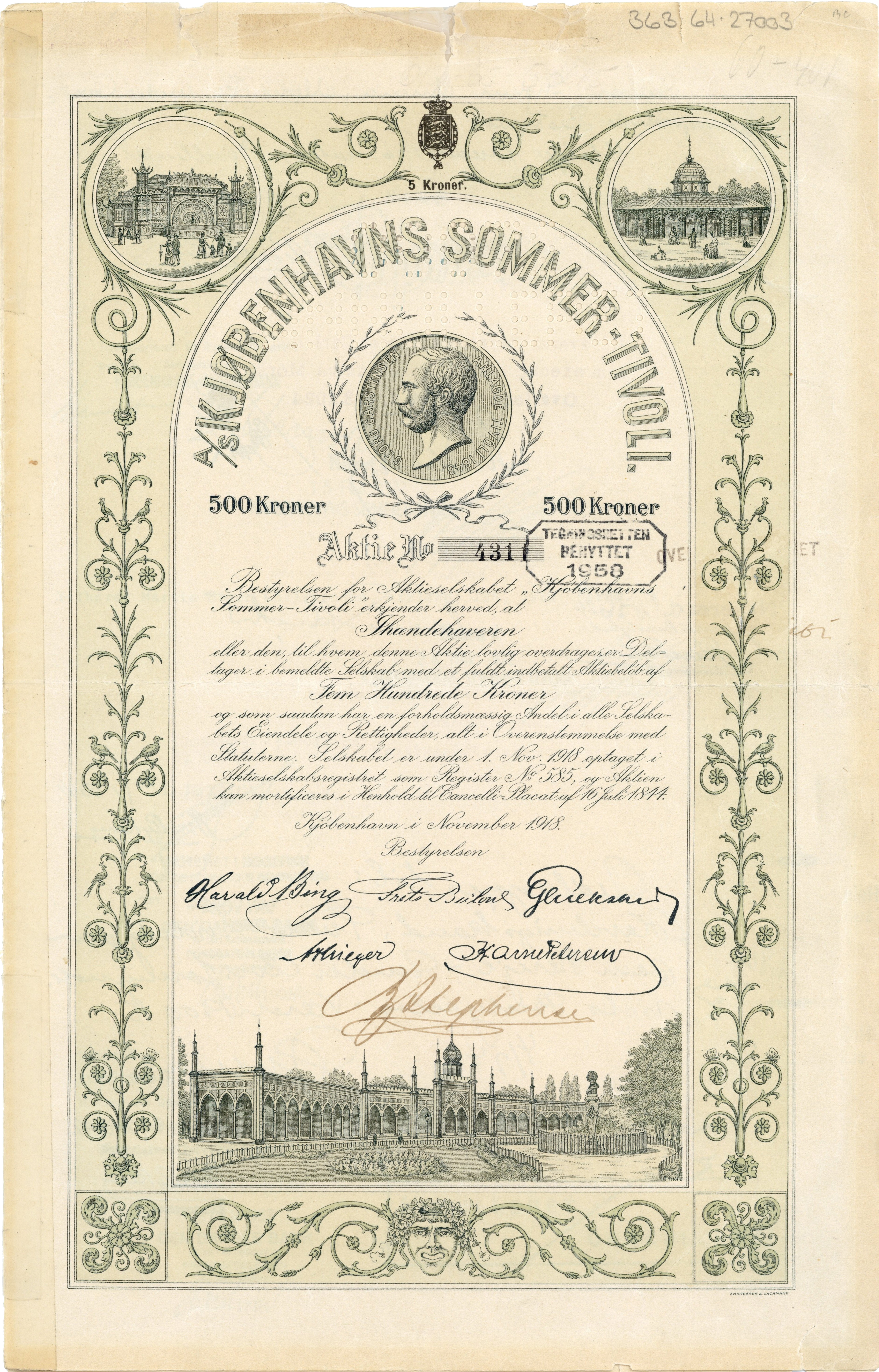
Aktie der A/S Kjøbenhavns Sommer-Tivoli über 500 Kronen, ausgestellt im November 1918 in Kopenhagen, mit Unterschrift des dänischen Architekten Knud Arne Petersen, Tivoli-Direktor von 1899 bis 1940. In der kreisrunden Vignette Büste des Tivoli-Gründers Georg Carstensen.

König Christian VIII. hatte das frühere Militärgelände entlang der Stadtbefestigung, das später Teil des Grünzuges der Kopenhagener Wallanlagen wurde, dem Offizier und Verleger Georg Carstensen (1812–1857) für einen Freizeitpark überlassen. Dieser wurde am 15. August 1843 eröffnet und ist somit einer der ältesten existierenden Vergnügungsparks weltweit. Der ursprüngliche Name Kjøbenhavns Tivoli og Vauxhall bezog sich auf den Pariser Jardin de Tivoli und die Londoner Vauxhall Gardens. Letztlich blieb nur der von der italienischen Stadt Tivoli abgeleitete Name.
Der Gründer Georg Carstensen stand nur wenige Jahre an der Spitze der Aktiengesellschaft. In ihr konnten die Betreiber der einzelnen Attraktionen ihren Einfluss geltend machen. Der Tivoli blieb auch während des Zweiten Weltkriegs und der damit verbundenen Verdunkelungsvorschriften geöffnet. Die kontinuierliche Entwicklung des Freizeitparks wurde allerdings durch eine Sprengaktion der deutschen Besatzer am 24. und 25. Juni 1944 unterbrochen, die zu einem Großbrand führte. Der Tivoli, wo Jazzmusik gespielt wurde und Künstler wie Louis Armstrong aufgetreten waren, galt dem NS-Regime als Hort kulturellen Widerstands. Der dänische Julistreik 1944 war auch ein Protest gegen die Zerstörung des Tivoli. Dennoch wurde der Amüsierbetrieb nach kurzer Pause wieder aufgenommen.
Zunächst hatte die Betreibergesellschaft das Gelände von der Stadt Kopenhagen gepachtet. 1992 wurde sie Eigentümerin der Immobilie. Seit 1996 leitet Lars Liebst den Vergnügungspark. Unter seiner Direktion kam es zu Konflikten zwischen eher nostalgisch gestimmten Stammgästen des Freizeitparks einerseits und Befürwortern profitsteigernder Modernisierungen andererseits. So protestierte die Vereinigung «Freunde des Tivoli» (Tivolis Venner) heftig gegen die Pläne, das sogenannte Andersen-Schloss am H.C.-Andersen-Boulevard abzureißen und es durch ein Hotelhochhaus zu ersetzen. Widerspruch provozierte auch der Plan, ein dreistöckiges Shopping-Center auf dem Parkgelände unterzubringen. Positiver aufgenommen wurde die Errichtung eines eigenen Windrades zur Energieversorgung.

## Attraktionen

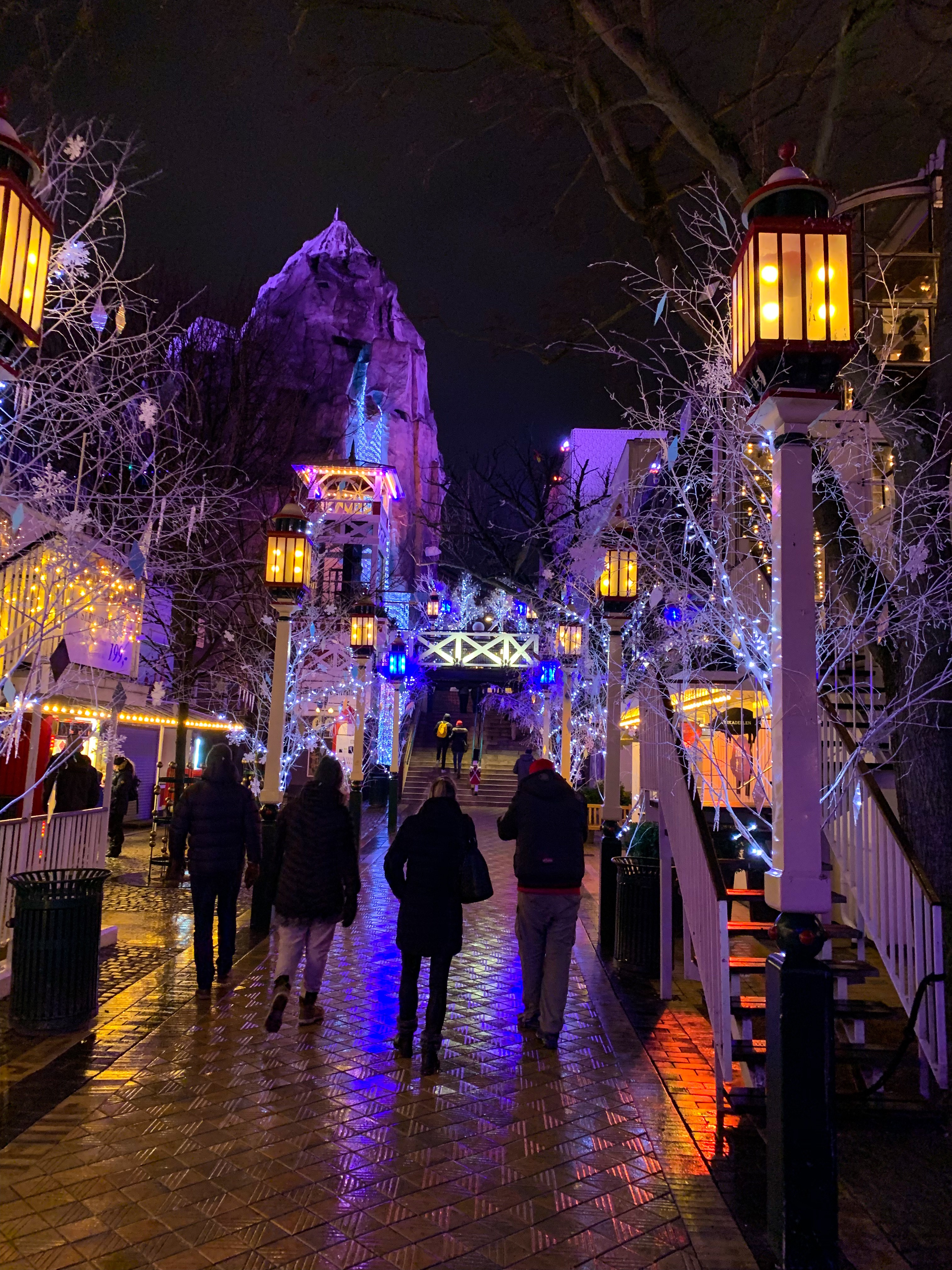
Der Tivoli in weihnachtlicher Beleuchtung

Der Park bietet zahlreiche Attraktionen. Dazu gehören Achterbahnen, Fahrgeschäfte, Kabaretts und Pantomimentheater sowie das 80 Meter hohe Kettenkarussell Starflyer, das bis 2010 als welthöchstes Kettenkarussell galt. Es gibt insgesamt 37 verschiedene Restaurants und 23 Fahrgeschäfte. Am Tivoli-See befindet sich eine chinesische Pagode. Nach Einbruch der Dunkelheit wird der Park farbenfroh illuminiert.
Auf der zentralen Fläche Plænen finden während der Saison regelmäßig Konzerte dänischer und internationaler Musiker sowie anderer Unterhaltungskünstler statt.

### Achterbahnen

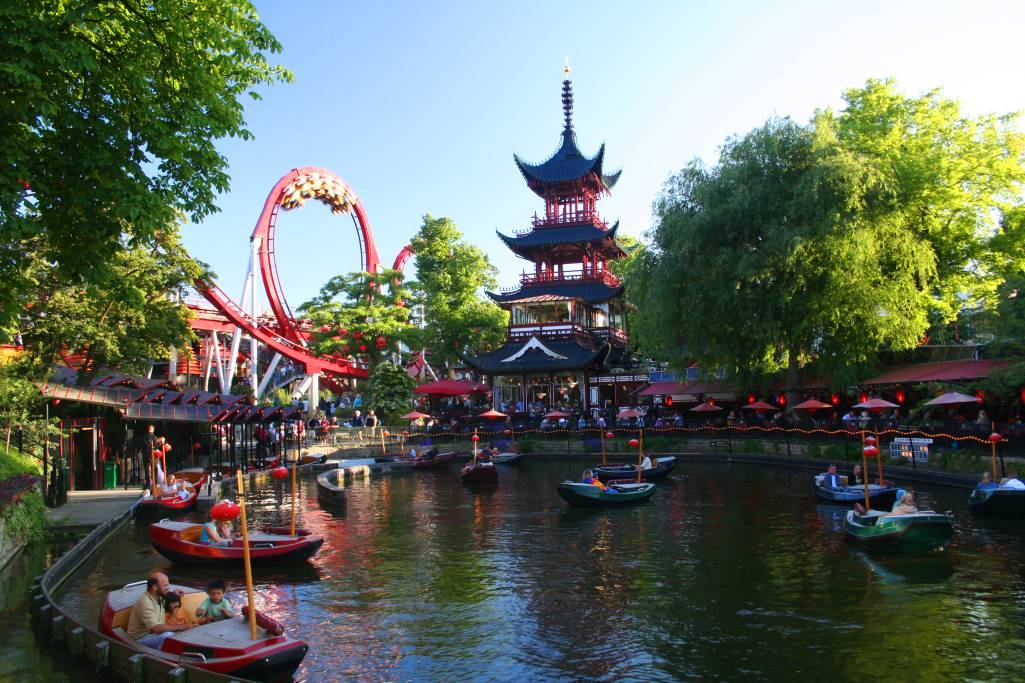
Ein See im Tivoli mit der Achterbahn Dæmonen

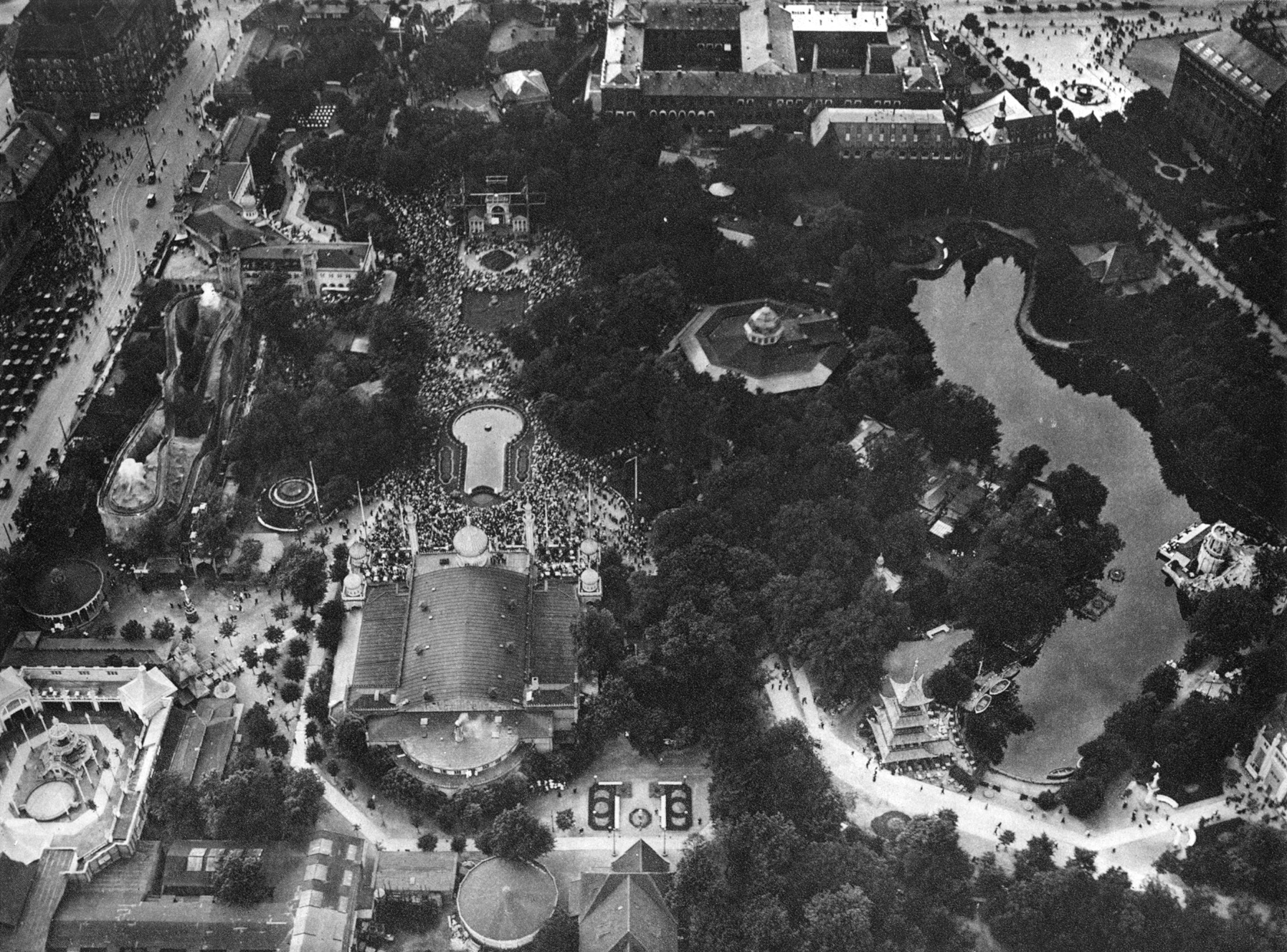
Luftaufnahme, fotografiert von Eduard Spelterini, 22. Juni 1922

| Name         | Typ                                 | Hersteller                           | Eröffnungsjahr | Bemerkungen                                                                         | Weblinks |
| ------------ | ----------------------------------- | ------------------------------------ | -------------- | ----------------------------------------------------------------------------------- | -------- |
| Dæmonen      | Floorless Coaster                   | Bolliger & Mabillard                 | 2004           | Befindet sich an der Stelle, an der sich zuvor die Achterbahn Slangen befand.       |          |
| Kamelen      | Familienachterbahn                  | Zierer Rides                         | 2019           | Befindet sich an der Stelle, an der sich zuvor die Achterbahn Karavanen befand.     |          |
| Mælkevejen   | Powered Coaster, Familienachterbahn | Mack Rides                           | 2019           | Befindet sich an der Stelle, an der sich zuvor die Achterbahn Odinexpressen befand. |          |
| Rutschebanen | Holzachterbahn                      | L.A. Thompson Scenic Railway Company | 1914           | Ist die älteste, sich noch in Betrieb befindliche Achterbahn Europas.               |          |

#### Ehemalige Achterbahnen
| Name           | Typ                                 | Hersteller       | Eröffnungsjahr | Schließungsjahr   | Bemerkungen | Weblinks |
| -------------- | ----------------------------------- | ---------------- | -------------- | ----------------- | --- | -------- |
| Bob-Banen      | Powered Coaster, Holz-Bobachterbahn | unbekannt        | 1937           | 1937              | |          |
| Jule Expressen | Familienachterbahn, Powered Coaster | Technical Park   | 2008           | 2013              | |          |
| Karavanen      | Familienachterbahn                  | Zierer Rides     | 1999           | 2018              | Befindet sich seit 2020 als Bayou Express in Le Fleury. |          |
| Mariehønen     | Familienachterbahn                  | Zierer Rides     | 1974           | zw. 1993 und 1998 | War die erste Achterbahn vom Modell Tivoli des Herstellers. Der Name des Achterbahnmodells bezieht sich auf den Parknamen.                                                       |          |
| Odinexpressen  | Familienachterbahn, Powered Coaster | Mack Rides       | 1985           | 2018              | |          |
| Rutschebanen   | Holzachterbahn, Shuttle Coaster     | unbekannt        | 1843           | 1887              | |          |
| Rutschebanen   | Holzachterbahn                      | unbekannt        | 1887           | 1902              | |          |
| Rutschebanen   | Holzachterbahn                      | unbekannt        | 1902           | 1914              | |          |
| Skovtrolden    | Stahlachterbahn                     | Schwarzkopf GmbH | 1969           | 1989              | |          |
| Slangen        | Stahlachterbahn                     | Zierer Rides     | 1989           | 2003              | Fuhr bis 1998 unter dem Namen Kometen und fährt seit 2011 als Tyfoon in DippieDoe Attractiepark ihre Runden. Sie ist die einzige Auslieferung des Modells Comet des Herstellers. |          |

## Öffnungszeiten
Der Park ist von Mitte April bis Ende September geöffnet. Seit dem Jahre 2005 wird mit dem „Jul i Tivoli“ (Weihnachten im Tivoli) ein Weihnachtsmarkt veranstaltet, zu dem alle Fahrgeschäfte öffnen. Außerdem wird in den dänischen Herbstferien ein Halloween-Fest gefeiert und im Februar der Park für das Winterthema geöffnet.

## Besucherzahlen
Quellen
1995–2005: Clavé, Salvador Anton: The global Theme Park Industry. 2007, S. 65
2006–2014: Global Attractions Attendance Reports 2006–2014 (2006 (Memento vom 22. April 2007 im Internet Archive) (PDF),
Global Attractions Attendance Report 2007. (PDF) TEA, abgerufen am 10. März 2016 (englisch).,
Global Attractions Attendance Report 2008. (PDF) TEA, abgerufen am 10. März 2016 (englisch).,
Global Attractions Attendance Report 2009. (PDF) TEA, abgerufen am 10. März 2016 (englisch).,
Global Attractions Attendance Report 2010. (PDF) TEA, abgerufen am 10. März 2016 (englisch).,
Global Attractions Attendance Report 2011. (PDF) TEA, abgerufen am 10. März 2016 (englisch).,
Global Attractions Attendance Report 2012. (PDF) TEA, abgerufen am 10. März 2016 (englisch).,
Global Attractions Attendance Report 2013. (PDF) TEA, abgerufen am 10. März 2016 (englisch).,
Global Attractions Attendance Report 2014. (PDF) TEA, abgerufen am 16. Januar 2016 (englisch).)